# Nové Sady (Slovacchia)
Nové Sady (in ungherese Assakürt) è un comune della Slovacchia facente parte del distretto di Nitra, nella regione omonima.